# Beli Grič
Beli Grič je naselje u slovenskoj Općini Mokronog - Trebelnu. Beli Grič se nalazi u pokrajini Dolenjskoj i statističkoj regiji Donjoposavskoj regiji. 

## Stanovništvo
Prema popisu stanovništva iz 2002. godine naselje je imalo 51 stanovnika.